# Георги Дамянов (футболист)
Вижте пояснителната страница за други личности с името Георги Дамянов.
Георги Дамянов е български футболист, дефанзивен полузащитник.
Роден е на 21 септември 1979 г. във Варна. Играл е за ОФК Девня,  Черно море 
(Варна) и Светкавица. Осминафиналист за купата на страната през 2005 г. със Светкавица.[източник? (Поискан днес)]

## Статистика по сезони
- ОФК Девня – 1998/99 – В група, 14 мача/2 гола
- ОФК Девня – 1999/00 – В група, 21/3
- ОФК Девня – 2000/01 – В група, 29/6
- ОФК Девня – 2001/02 – Б група, 20/1
- Спартак (Вн) – 2002/пр. - А група, 1/0
- Светкавица – 2002/03 – Б група, 7/1
- Светкавица – 2003/04 – Б група, 26/2
- Светкавица – 2004/05 – Б група, 17/0
- Светкавица – 2005/06 – Източна Б група, 24/0
- Светкавица – 2006/07 – Източна Б група, 23/2
- Светкавица – 2007/08 – Източна Б група, 19/0
- Светкавица – 2008/09 – Източна Б група, 22/0
- Светкавица – 2009/10 – Източна Б група, 25/0
- Светкавица – 2010/11 – Източна Б група, 27/0[източник? (Поискан днес)]